# 皮埃爾·布拉索

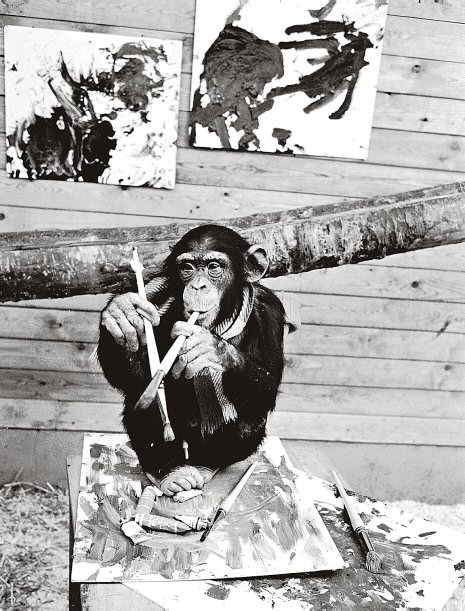
彼得（皮埃爾·布拉索），攝於1964年。

彼得（Peter）或化名皮埃爾·布拉索（Pierre Brassau）是一隻黑猩猩，因1964年發生在瑞典的一場藝術騙局，作為「黑猩猩畫家」而聞名。

## 概要
「皮埃爾·布拉索」的騙局是由瑞典小報《哥德堡日報》的記者奧克·「達克」·阿克塞爾松（Åke "Dacke" Axelsson）策劃。他的目的，是透過展出非人類靈長類動物的畫作，冒充一位「前所未聞的法國前衛藝術家」皮埃爾·布拉索的作品，以測試藝術評論家是否能分辨真正的現代藝術和黑猩猩的畫作。其中「布拉索」其實是一隻四歲的普通黑猩猩「彼得」，來自瑞典博拉斯動物園。布拉索這個名字也源自於博拉斯的音譯縮寫。
當時，阿克塞爾松成功說服彼得17歲的飼養員，為這隻黑猩猩提供畫筆和顏料。在彼得完成多幅畫作後，阿克塞爾松挑選了其中最好的四幅，並將它們安排在瑞典哥德堡的克里斯蒂娜畫廊（Gallerie Christinae）展出。
展覽期間，一位評論家曾預言性地評論道：「只有一隻猩猩才能畫出這樣的東西。」然而大多數評論家對這些作品給予了高度評價。《哥德堡郵報》的評論家羅夫·安德貝裡（Rolf Anderberg）寫道：「布拉索的畫作筆觸有力，且意圖明確。他的筆觸扭曲中透著狂熱的講究，彷彿芭蕾舞者般優雅。」
在騙局被揭穿後，安德貝裡依然堅稱彼得的畫作「依然是展覽中最好的畫作」。其中一幅畫作由私人收藏家以90美元（2023年約884美元）的價格購買。
1969年，彼得被轉移至英國切斯特動物園，在那裡度過了他的餘生。

## 另見
- 約阿希姆-拉斐爾·博羅納利（英语：Joachim-Raphaël_Boronali）
- 黑猩猩個體列表（英语：List_of_individual_apes）

## 外部連結
- Avantgarde artist Pierre Brassau